# Iron (альбом)
Iron (рус. Железо) — второй студийный альбом фолк-метал-группы Ensiferum, вышедший 19 апреля 2004 года на лейбле Spinefarm Records в Финляндии. В записи альбома участвовала Мейю Энхо — клавишник, принятый в состав группы сразу после издания дебютного альбома. Это последний альбом с участием Яри Маенпа, который позже сформирует собственную группу − Wintersun.
Allmusic заявляет, что Ensiferum, записав альбом в Sweet Silence studios в Копенгагене (где также записывались Ride the Lightning и Master of Puppets), так и не достигли успеха сравнимого с Metallica, однако им удалось привлечь новую аудиторию.

## Об альбоме

### Запись
Альбом был записан в период июль-декабрь 2003 года в студии Флемминга Расмуссена Sweet Silence Studios, в Копенгагене. Он же выступил и в роли продюсера в этом альбоме. Женский вокал и народные инструменты были записаны Янне Вирманом (Janne Wirman) в Beyond Abilities Studios. Также как и в дебютном альбоме, мастеринг выполнил Мика Юссила (Mika Jussila) в Finnvox Studios.

### Музыкальная характеристика
Согласно Allmusic, инструментальное вступление «Ferrum Aeternum» звучит как фолк-металлическая интерпретация композиции The Ecstasy of Gold Эннио Морриконе (которую Metallica исполняет в начале концертов). Также отмечается, что «Sword Chant» и «Into Battle» пропитаны духом старой школы трэш-метала. С другой стороны, песни «Tale of Revenge» и «Slayer of Light» отличается обилием клавишных, а «Lost in Despair» и «Lai Lai Hei» содержат оперный вокал в исполнении Яри Маэнпаа.

### Тематика песен
По тематике Iron схож с дебютным альбомом. В нём преобладают песни о битвах («Iron», «Sword Chant», «Into Battle»), также есть песни о мести («Tale of Revenge»), отчаянии («Lost In Despair»), природе («Lai Lai Hei»). Тема мизантропии присутствует в песне «Slayer of Light», аналогично песне «Goblins' Dance» из дебютного альбома. Автором всех текстов является Яри Мяэнпяя. Песню «Tears» он сочинил вместе с певицей Кайса Саари (Kaisa Saari).

### Обложка
Как и на обложке дебютного альбома, Кристиан Вохлин (Kristian Wåhlin) вновь изображает воина-меченосца на обложке. Он стоит на отроге, рядом с боевым конём. Присутствуют артефакты с предыдущей обложки — это меч, щит с изображением финского флага, шлем, плащ и белая борода. На фоне изображены ярко освещённая битва, тёмно-синее небо и горы.

### Отзывы и критика
По мнению The Metal Observer, в альбоме Iron группа намеренно старалась не копировать свой очень хороший дебютный альбом, в результате, он немного уступил последнему по свежести, энергичности и, возможно, концентрации фолка в звучании. Мнение, что Iron чуть не дотянул до дебютного альбома, разделяют также источники metal1.info и Vampster. U-zine.org отмечает, что музыка Ensiferum стала более доступной для широкой аудитории, в частности, звучание электрогитар стало менее тяжёлым и мощным по сравнению с дебютным альбомом. Sputnikmusic пишет, что Ensiferum напротив — усовершенствовали звучание дебютного альбома, однако оценку присвоили такую же, как и прежде, четыре балла из пяти.

### История изданий
В 2004 году альбом был издан в Финляндии, Японии и России на CD, причём в Финляндии, кроме основного варианта, была издана также диджипак-версия альбома с бонусным треком «Battery». Японская версия 2004 года, а также последующие издания в США (2008), Великобритании (2009), Аргентине (2012), Финляндии (2014) также содержат бонусный трек «Battery».

## Список композиций
| №   | Название                                     | Текст песни         | Музыка                        | Длительность |
| --- | -------------------------------------------- | ------------------- | ----------------------------- | ------------ |
| 1.  | «Ferrum Aeternum»                            | (инструментал)      |                               | 3:28         |
| 2.  | «Iron» (Железо)                              | Маенпа              | Маенпа, Тойвонен              | 3:53         |
| 3.  | «Sword Chant» (Песнь меча)                   | Маенпа              | Маенпа                        | 4:44         |
| 4.  | «Mourning Heart (Interlude)»                 | (инструментал)      |                               | 1:23         |
| 5.  | «Tale of Revenge» (Повесть о мести)          | Маенпа              | Маенпа, Тойвонен              | 4:30         |
| 6.  | «Lost in Despair» (Заблудившийся В Отчаянии) | Маенпа              | Маенпа, Тойвонен              | 5:37         |
| 7.  | «Slayer of Light» (Убийца Света)             | Маенпа              | Маенпа, Тойвонен              | 3:10         |
| 8.  | «Into Battle» (В Битву!)                     | Маенпа              | Маенпа, Тойвонен              | 5:52         |
| 9.  | «Lai Lai Hei» (Лай-Лай-Хэй)                  | Маенпа              | Маенпа                        | 7:15         |
| 10. | «Tears» (Слёзы)                              | Маенпа, Kaisa Saari | Маенпа, Тойвонен, Kaisa Saari | 3:20         |

| №   | Название                                    | Автор(ы)                    | Длительность |
| --- | ------------------------------------------- | --------------------------- | ------------ |
| 11. | «Battery» (кавер на песню группы Metallica) | James Hetfield, Lars Ulrich | 10:43        |

## Над альбомом работали

### Участники группы
- Яри Маенпа − соло и ритм-гитара, вокал, хор
- Маркус Тойвонен − соло и ритм-гитара, хор
- Мейю Энхо − клавишные
- Юкка-Пекка Миэттинен − бас, хор
- Оливер Фокин − ударные, перкуссия

### Приглашённые музыканты
- Vesa Vigman − бузуки, мандолина, саз и дульцимер
- Eveliina Kontio − кантеле
- Kaisa Saari − женский вокал на «Ferrum Aeternum» и «Tears», блокфлейта, вистл
- Miska Engstrom — хор
- Frostheim — хор

### Производство
- Flemming Rasmussen — продюсер
- Janne Wirman — звукоинженер
- Mika Jussila — мастеринг
- Toni Härkönen — фотограф
- Kristian Wåhlin — художник

## Позиции в чартах и сертификации
| Чарт (2004)                                 | Высшая позиция |
| ------------------------------------------- | -------------- |
| Финляндия Albums Chart (ÄKT / IFPI Finland) | 17             |

### Синглы альбома
| Сингл           | Чарт (2004)                                 | Высшая позиция |
| --------------- | ------------------------------------------- | -------------- |
| Tale of Revenge | Финляндия Albums Chart (ÄKT / IFPI Finland) | 7              |